# Albert von Margutti

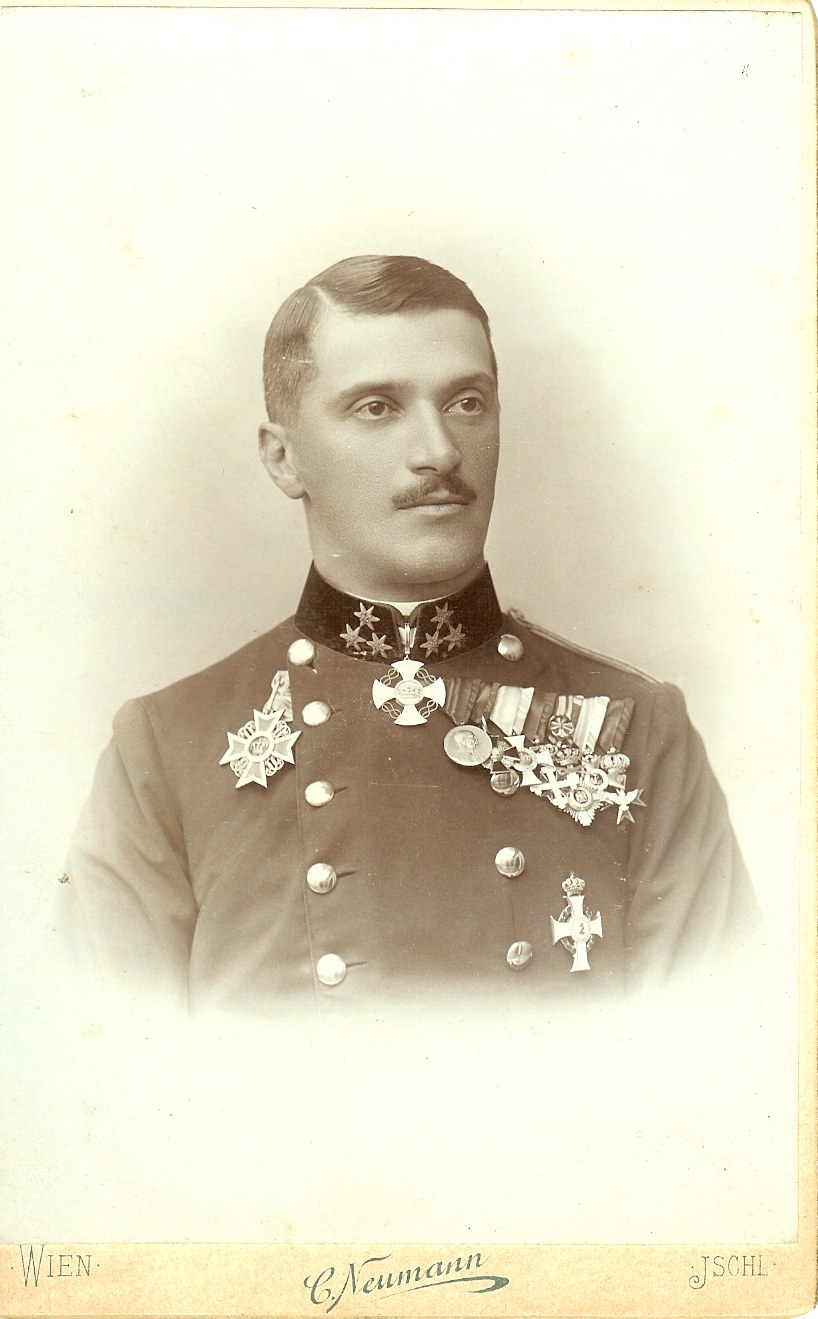
Albert von Margutti im Jahr 1902

Albert Alexander Vinzenz Freiherr von Margutti (* 28. November 1869 in Fiume, dem heutigen Rijeka; † 3. Januar 1940 zu Wien) war ein General der österreichisch-ungarischen Armee, Flügeladjutant Kaiser Franz Joseph I. und Schriftsteller.

## Leben
Albert Margutti wurde als Sohn des in den Diensten der österreichisch-ungarischen Marine stehenden und aus Triest stammenden Schiffsbau-Oberingenieurs Henrico Margutti und dessen Ehefrau Carla Margutti (geb. Gallo) geboren. Er besuchte die k.u.k. Technische Militärakademie in Wien, die er im Leutnantsrang verließ. 1891 wurde er zum Oberleutnant befördert, 1892–1894 besuchte er die k.u.k. Kriegsschule in Wien und war 1895–1896 dem Generalstabskorps zugeteilt. 1896 erhielt er sein Hauptmannspatent und kehrte ab 1898 wieder in das Generalstabskorps zurück. Ab 1900 wurde er Ordonnanzoffizier.
Im Jahr 1906 wurde er Flügeladjutant von Eduard Graf Paar, dem Generaladjudanten des Kaisers Franz Joseph I. 1910 wurde er in den Adelsstand erhoben, 1911 zum Oberst und 1915 zum Generalmajor. Er verblieb im direkten Dienst für den Kaiser bis zu dessen Tod 1916. 1917 wurde er in den Freiherrnstand erhoben und zum stellvertretenden Direktor des Kriegsarchivs ernannt. 1918 wurde er zum Feldmarschallleutnant ernannt. Nach Kriegsende optierte er für Italien, was für ihn zur Folge hatte, dass weder die österreichische Republik noch Italien für seine Versorgung aufkommen wollten. Mit seinen, nach Ende des Ersten Weltkriegs verfassten Erinnerungen an Kaiser Franz Joseph eröffnete er eine wichtige, wenn auch nicht immer ganz korrekte Geschichtsquelle sowohl über die persönliche Biographie des Kaisers in dessen späten Jahren, als auch für die Zeit vor und im Ersten Weltkrieg. Der Kaiser wird als unermüdlicher, pflichtbewusster erster Beamter seines Reichs geschildert, zugleich wird die zunehmende Abhängigkeit des k. u. k. Reichs vom deutschen Kaiserreich dargestellt.
Albert von Margutti starb schließlich 1940 zu Beginn des Zweiten Weltkriegs in Wien. Seine letzte Ruhestätte fand er auf dem Gersthofer Friedhof im 18. Wiener Gemeindebezirk Währing.

## Österreichische Militärauszeichnungen (Stand 31. Dezember 1918)
- Militär-Jubiläumskreuz 1908
- Militär-Jubiläumsmedaille 1898
- Dienstzeichen für Offiziere III. Klasse
- Bronzene Militär-Verdienstmedaille
- Militärverdienstkreuz III. Klasse
- Franz-Joseph-Kreuz
- Orden der Eisernen Krone Ritter III. Klasse
- Leopoldorden Ritterkreuz
- Orden der Eisernen Krone Ritter II. Klasse, Kriegsdekoration

## Werke
- Die entscheidungssuchende Verteidigung; Organ der militärwiss. Ver., Bd. 54, Wien 1897;
- Darstellung der krieger. Ereignisse in Italien 1866; Seidel, Wien 1897;
- Der türk.-griech. Conflikt 1897, seine Entstehungsgeschichte und seine Austragung im jüngsten europ. Kriege, 1898;
- Die Wiedereroberung des Sudan 1896–98, in: Streffleur, Jg. 76, 1899, Bd. 2;
- Die Meeresbeherrschung in ihrer Rückwirkung auf die Landoperationen des großen Krieges; Wien & Leipzig 1900;
- K. Franz Joseph I. und sein Hof, hrsg. von J. Schneider; 1919;
- Vom alten K. Persönliche Erinnerungen an K. Franz Joseph I.; 1921, (2. Aufl.: K. Franz Joseph. Persönliche Erinnerungen, 1924)